# Bernadetta. Cud w Lourdes
Bernadetta. Cud w Lourdes (fr. Je m'appelle Bernadette) – francuski film historyczny z 2011 roku.
Treścią filmu jest historia świętej Bernadety Soubirous, której między lutym a lipcem 1858 roku w Grocie Massabielle w Lourdes, osiemnaście razy ukazała się Matka Boża. Choć nie wszyscy jej wierzyli, to jednak pod wpływem jej relacji do Lourdes zaczynają przybywać pielgrzymi. Wkrótce dochodzi do cudownych uzdrowień, które rozsławiają miasto.

## Obsada
- Katia Miran : Bernadetta Soubirous
- Alessandra Martines : Louise Soubirous
- Francis Huster : prokurator Vital Dutour
- Michel Aumont : ojciec Dominique Peyramale
- Rufus : biskup Forcade
- Francis Perrin : komisarz Jacomet
- Alain Doutey : doktor Dozous
- Arsène Mosca : Pomian
- Maria João Bastos : Sophie Pailhasson
- Eric Laugérias : Deschamps
- Marie Rousseau : matka Alexandrine
- Ariane Carletti : Catherine
- Nicolas Jouhet : François Soubirous